# Денисенко Андрій Сергійович
Андрі́й Сергі́йович Денисе́нко (нар. 1 січня 1973, Дніпропетровськ, Українська РСР) — український громадський діяч, правозахисник, народний депутат України VIII скликання. Співзасновник правозахисної групи «Січ». З 2024 обіймає посаду заступника  міського голови Дніпра з питань діяльності виконавчих органів щодо інформаційної діяльностi

## Життєпис
1993 року брав участь у Об'єднавчому з'їзді Союзу українських студентів (СУС) та Української спілки студентів (УСС). З 1995 року співпрацював з громадськими об'єднаннями і рухами правого спрямування, зокрема, з ВО «Тризуб» ім. Бандери та бандерівським крилом ОУН.
1995 року закінчив історичний факультет Дніпропетровського університету.
1996—1998 — один із учасників патріотичної молодіжної громадської організації "ЦМІ «Нова хвиля», що ставила за мету популяризацію масової української культури. Основною роботою ГО було проведення українських дискотек та запуск україномовних програм на місцевих радіостанціях.
1996—1999 — співорганізатор круглих столів, культурно-просвітницьких заходів з Науковим Товариством ім. Міхновського та журналом «Наукові проблеми».
1995—1996, 1999—2000 — учасник громадських кампаній на підтримку сил боротьби чеченського народу зі збору коштів, медикаментів, допомоги в лікуванні бійців чеченського опору, займався інформаційно-аналітичною роботою.
2004 — представник ОБСЄ у Дніпропетровській області.
2004—2006 — працював у інформаційно-аналітичному часописі «PRostir.Info», який висвітлював актуальні питання суспільно-політичного розвитку України та життя регіону.

### Громадська діяльність
Обіймав керівні посади у дніпропетровській обласній організації КУН. Після розколу у «Народному Русі» очолив міську організацію партії «Реформи і Порядок». У листопаді 2006 року разом створив громадську організацію ГРАД — «Громадянський Актив Дніпропетровська».
Відстоював ліквідацію в місті символів і назв тоталітарного режиму, створення парку скульптури для пам'ятників радянської окупації, ініціював початок загальноміського громадського обговорення про майбутню назву міста. Надсилав разом з організацією відкритого листа Президентові, вказуючи на його антидемократичну політику.
Балотувався на посаду міського голови Дніпропетровська 2010 року. У січні 2011 року став членом ВО «Свобода», очолив її міський осередок, балотувався до Верховної Ради.
На початку 2013 року Денисенко долучився до кампанії захисту Дмитра Реви, обвинуваченого у пособництві дніпропетровським терористам. 8 жовтня 2013 року у двері громадського активіста кинули коктейль Молотова.
11 березня 2014 року Прокуратура відмовилася від звинувачення у здійсненні терактів у Дніпропетровську, Харкові та Запоріжжі Лева Просвірніна і Дмитра Реви.
Учасник Революції Гідності, З лютого 2014 був очільником обласного осередку Правого сектору, засновником Штабу національного захисту Дніпропетровської області[джерело?]. Навесні 2014 року брав участь у формуванні перших добровольчих батальйонів, зокрема батальйону «Дніпро-1»[джерело?].

## Політична кар'єра
26 жовтня 2014 року на виборах до ВРУ балотувався за 26 одномандатним виборчим округом від Блоку Порошенка, посів перше місце з результатом 36,18 %. Увійшов до фракції «БПП». Член Комітету ВРУ з питань правової політики та правосуддя.
Разом з іншими представниками Дніпропетровщини увійшов до міжфракційної групи «За Січеславщину». До групи увійшли понад 15 депутатів, в тому числі і «списочники» з «Самопомочі», «Радикальної партії», БПП і «Народного Фронту».
На початку лютого 2015 року разом із народним депутатом Віталієм Купрієм звернувся до генпрокуратури з вимогою відкритого розгляду справи про вбивство Гонгадзе. На думку Денисенка, матеріали цієї справи були засекречені, щоб допомогти замовникам злочину уникнути відповідальності.
8 квітня 2015 року залишив фракцію Блоку Порошенка у ВРУ через незгоду з політикою Президента. Один з засновників партії «УКРОП», був членом політради партії. Взимку 2016 року Денисенко сприяв знесенню пам'ятника Петровському, що знаходився навпроти залізничного вокзалу у Дніпрі. Є автором законопроєкту про перейменування міста Дніпропетровська у Дніпро. За це проголосувало 247 народних депутатів України.
У березні 2016 зареєстрував проєкт закону, що дозволяє волонтерам, які допомагають військовим в АТО, отримати статус учасника бойових дій. У волонтерському середовищі ідея спричинила багато критики, і 2019 року законопроєкт був відкликаний.
У травні 2015 року зареєстрував законопроєкт № 4688, який передбачає люстрацію для колишніх комуністів та регіоналів, які були обрані народними депутатами України від Компартії та Партії регіонів у період з 2011 по 2013 роки. Метою законопроєкту є подолання латентного сепаратизму.
Восени 2016 року Денисенко закликав Генпрокурора України Луценка внести до Верховної Ради подання, щодо зняття депутатської недоторканності з екс-голови Дніпропетровської ОДА, народного депутата Олександра Вілкула.
У грудні 2016 вийшов з партії «УКРОП». Причиною виходу стало те, що жоден з депутатів-однопартійців Денисенка не підтримав зняття недоторканості з Вадима Новинського.

### Допомога добровольцям та учасникам АТО
У грудні 2014 року Денисенко став одним зі співавторів законопроєкту, що дозволив офіційно визнавати учасниками АТО добровольців.
З 2015 року виступав за легалізацію Добровольчого Українського Корпусу та інших підрозділів Правого Сектору, які воюють в АТО. За наслідками підписання Мінських домовленостей від 12 лютого 2015 року звернувся до Президента Порошенка з відповідним запитом щодо роз'яснення статусу ДУК.
2013 року став співзасновником Правозахисної групи «СІЧ», яка офіційно зареєструвалася в липні 2014 року та стала членом Правозахисної Асоціації УГСПЛ вже за два роки. Наразі «СІЧ» безкоштовно надає юридичні консультації та правову допомогу незахищеним верствам населення, учасникам АТО та політичним в‘язням і членам їхніх родин, представникам волонтерського руху та переселенцям.

Разом із заснованою ним правозахисною групою «СІЧ», Денисенко бореться за права добровольців та військових ЗСУ.
«За останні 2 роки я як народний депутат взяв на поруки 19 бійців добробатів і збройних сил, сприяв зміні запобіжного заходу і звільненню з-під варти на домашній арешт чи під заставу ще 4 захисників України. Загалом особисто допоміг у звільненні з українських буцегарень 23 захисників України. Що часто не легше, ніж звільняти із полону ДНР», — оцінив обстановку в судовому засіданні нардеп Денисенко.

## Критика
Згідно з даними ЗМІ, є людиною Коломойського й активно відстоює його інтереси, однак цей факт підтвердження не отримав. Сам Денисенко неодноразово заперечував це.
Українська правда повідомила зі своїх джерел про справу, яку розслідує СБУ. У ній містяться матеріали про організацію найближчим соратником олігарха Коломойського Корбаном банди, до якої входив, у тому числі екс-комбат батальйону «Донбас» Семен Семенченко, депутат Денисенко та заступник голови Правого сектора Валентин Манько. Група нібито займалась викраденням людей, рекетом на користь Коломойського, однак підтвердження цієї інформації так і не було.
26 грудня 2015 Денисенко, перебуваючи на резонансному судовому засіданні у справі Корбана, лаявся на адресу судді Миколи Чауса та кидав у нього пляшками з водою. Пізніше суддя був викритий на отриманні хабаря від продавчині трамадолу, а гроші зберігав у скляній банці, а згодом втік з країни і оголошений у міжнародний розшук. За фактом дій Денисенка в суді ГПУ відкрила кримінальне провадження за статтею 376 КК (втручання в діяльність судових органів). Відреагував на це і Голова Верховного Суду, спрямувавши до Голови Верховної Ради листа, в якому заявив про недопустимість для народних депутатів «втручатися в діяльність суду, бешкетувати, грубіянити і погрожувати судді, ображати його під час виконання службових обов'язків, здійснюючи психологічний тиск на суддю».

## Звіти про діяльність
- Звіт Денисенка за перший рік роботи [Архівовано 12 лютого 2017 у Wayback Machine.]
- Звіт Денисенка за 2017 рік